# Aspidiscidae
Famille
Les Aspidiscidae sont une famille de Ciliés de la classe des Hypotrichea et de l’ordre des Euplotida.

## Étymologie
Le nom de la famille vient du genre type Aspidisca, dérivé du grec ἀσπίς / aspis, bouclier, et, peut-être, de δισκοσ / diskos, disque, littéralement « disque bouclier », en référence à l'aspect « encuirassé, orbiculaire ou en forme de bouclier » de l'organisme.
Joshua Grosse y voit plutôt la combinaison de aspid(o)-, bouclier, et du diminutif -iskē. En effet, cet auteur, étudiant les noms vernaculaires dans les langues allemande et danoise, a noté que Ehrenberg nomme Aspidisca du simple nom « Schildthierchen », littéralement « animal bouclier » ; l'apparent suffixe discos étant une coïncidence sans valeur sémantique (la lettre "d" appartenant au préfixe aspid- plutôt qu'au suffixe -isca).

## Description
Saville Kent décrit ainsi le genre type Aspidisca : 

« Animalcules nageant librement, encuirassés, orbiculaires ou en forme de bouclier, à surface dorsale convexe et ventrale plane, le bord droit de la surface ventrale ayant une marge épaissie ; champ de péristome placé très en arrière sur le côté gauche, associé à une simple frange arquée de cirres adoraux, qui ne dépassent pas le bord antérieur ou latéral gauche ; plusieurs grands styles en forme de griffes se développent généralement vers l'extrémité antérieure et au centre de la région ventrale, et de cinq à dix ou douze styles postérieurs ou anaux ; ouverture anale placée très en arrière, débouchant un peu en avant des styles postérieurs ou anaux. »

En particulier l'espèce Aspidisca polystyla, Stein, est décrite ainsi « Carapace ovale, sa marge entière, la bordure latérale gauche presque droite ; la face dorsale légèrement convexe, traversée par trois sillons longitudinaux ; styles ventraux au nombre de sept, formant deux rangées antérieures, obliques, parallèles de trois chacune, le septième style stationné seul à droite et en arrière des six autres ; styles anaux au nombre de dix à douze. Longueur 1-510" (soit environ 55 μm). ».

## Distribution
Aspidisca est un « Habitant principalement de l'eau salée ».
La famille des Aspidiscidae a une répartition mondiale.

## Liste des genres
Selon GBIF (8 février 2023) :
- Aspidicopsis Ghosh, 1921
- Aspidisca Ehrenberg, 1830  genre type
- Coccudina Dujardin, 1841
- Euplotaspis Chatton & Séguéla, 1936
- Onychaspis Stein, 1859

## Systématique
Le nom valide de ce taxon est Aspidiscidae Ehrenberg, 1830.